# 特木科
特木科（西班牙語發音：[teˈmuko]）是智利阿勞卡尼亞大區的首府，位於首都聖地亞哥南方670公里的位置。特木科這個名稱是由當地原住民的馬普切語而來。

## 地理
特木科地處智利中南部的一個山谷中，位於西太平洋和東部的安第斯山脈之間。

## 歷史
這座城市由智利軍隊於1881年2月24日在阿勞卡尼亞大區佔領期間成為堡壘。
在其成立一年後，第一條主要街道開始在市中心區域形成。
1888年4月15日，選出第一批市政官員，包括第一任市長何塞羅薩里奧穆尼奧斯。這座城市發展迅速。1895年的人口普查顯示人口為7708人，當阿勞卡尼亞大區建省時，特木科成為首府，其人口達到16037人。
智利詩歌在特木科有著深厚的根基。諾貝爾文學獎得主加夫列拉·米斯特拉爾和巴勃羅·聶魯達都曾住在特木科。
2010 年2月27日，特木科受到北部地震的影響。它是除了聖地亞哥，康塞普西翁，瓦爾帕萊索外受災最嚴重的地區之一。如今，特木科是一個快速發展的城市，擁有多元化的商業和服務。

## 外部連結
- Ilustre Municipalidad de Temuco